# Ditylomorphula brendelli
Ditylomorphula brendelli is een keversoort uit de familie schijnboktorren (Oedemeridae). De wetenschappelijke naam van de soort is voor het eerst geldig gepubliceerd in 2000 door Vazquez.